# Bra (fromage)
Pour les articles homonymes, voir Bra.
Le bra est un fromage italien bénéficiant d'une appellation d'origine protégée. Il est fabriqué avec au moins 90 % de lait de vache, mais peut contenir des ajouts de lait de brebis et de chèvre.
Il tire son nom de la petite ville de Bra au sud de Turin, dans le Piémont, qui dans le passé accueillait le plus grand marché de fromages produit dans les vallées de la province de Coni.
C'est un fromage à pâte dure, de couleur jaune pâle, au goût salé et savoureux. Son taux de matière grasse est de 35 %.

## Variétés
Il existe en trois variantes :
- Le bra tenero (tendre) est un fromage jeune, de six mois d'affinage. Il est doux, légèrement épicé et laiteux.
- Le bra duro (dur), vieux, avec un à deux ans d'affinage, voire plus. Sa saveur est plus pleine et piquante.
- Le bra d’alpeggio (d'alpage), fait uniquement à base de lait de vaches en estive, de juin à octobre.